# Frisby on the Wreake
Pour les articles homonymes, voir Frisby.
Frisby on the Wreake est une paroisse civile et un village du Leicestershire, en Angleterre.